# 三河屋製菓
三河屋製菓株式会社（みかわやせいか）は、大阪市東住吉区に本社を置く製菓の製造、販売を行う企業である。

## 概要
- えび満月やえびみりん焼などのえびせんべいを主に製造、販売をしている。

## 沿革
- 1948年 - 愛知県一色港で創業
- 1950年代 - 大阪支店、大阪工場を新設
- 1960年代 - 本社を大阪に移転
- 1970年代 - 一色工場を増設、福岡営業所を新設
- 1980年代 - 北海道営業所を新設、大阪に営業本部を新設
- 2000年代 - 一色工場の包装ライン増設
- 2008年 - 本社を大阪市東住吉区杭全に移転
- 2009年 - 決算月を3月に変更
- 2015年 - 一色第三工場を新設

## 事業所
- 本社
- 東京支店
- 名古屋営業所
- 札幌営業所
- 福岡営業所
- 一色工場
- 大阪工場

大阪市東住吉区杭全1-16-34
東京都足立区花畑1-21-14
名古屋市西区枇杷島4-22-18
札幌市北区太平11条4-8-10
福岡市中央区清川3丁目16-3アスピーテ渡辺通り1201号
愛知県西尾市一色町味浜上長割50-1
大阪市阿倍野区天王寺町北2-30-19

## 製品
- えび満月
- えびみりん焼
- 海老おどり
- 海老丸
- お好み大漁舟

- ふわふわせんべい
- 上好み
- 七色海鮮揃い
- いかボン
- 海鮮工房えびせんべい

- 海鮮工房いかせんべい
- 海鮮工房わかめせんべい
- 焼き海老せんべい
- お好み集いせんべい

## 表彰
- 第17回 全国菓子大博覧会 名誉金賞 - 海老丸
- 第24回 全国菓子大博覧会 農林水産大臣賞 - えびみりん焼
- 第25回 全国菓子大博覧会 農林水産大臣賞 - 海老おどり